# Навроцький Василь Корнійович
Василь Корнійович Навроцький (28 січня 1897, с. Дєдно, Бобруйського повіту Мінської губернії, нині Могильовська область, Білорусь — 6 жовтня 1975, Харків) — український та радянський лікар-гігієніст. Доктор медичних наук, професор, академік Академії медичних наук СРСР. Заслужений діяч наук УРСР. 

## Життєпис
Навроцький Василь Корнійович народився 28 січня 1897 році у бідній селянській родині в селі Дєдно, Глуської волості, Бобруйського повіту (нині — Білорусь). У 1908 році закінчив сільську початкову школу. Самостійно вступив до Бобруйської урядової гімназії, після її закінчення у 1916 році вступив на медичний факультет Харківського університету, який закінчив у 1921 році. Під час навчання заробляв собі на життя надаючи приватні уроки у початковій школі, працював помічником лікаря у військовому шпиталі.
По закінченню медичного факультету був призначений завідувачем губернської санітарної інспекції праці Донецької губернії. З травня 1922 року й до листопада 1924 року працював завідувачем дільничної лікарні  у м. Довськ (нині — Білорусь). Потім переведений до Луганської області, де до жовтня 1925 року працював санітарним інспектором праці у місті Лисичанськ. Від жовтня 1927 року працював окружним санітарним інспектором у місті Бахмут Донецької області.
З грудня 1927 року й до 1953 року працював у Харківському НДІ гігієни праці та профзахворювань, пройшовши шлях від завідувача відділом професійної  гігієни й до директора інституту. У 1930 році отримав звання доцента, у 1934 році — звання професора. У 1939 році захистив дисертаційну роботу на здобуття вченого ступеня доктора наук. На посаді директора інституту перебував у 1941—1945 роках. Водночас, у 1930–1940 роках займав посаду професора кафедри гігієни праці 1-го Харківського медичного інституту, у 1940–1941 роках — Харківського фармацевтичного інституту, у 1941–1943 роках — Новосибірського інституту вдосконалення лікарів.
Професор Навроцький був виключений з лав РКП(б) у 1921 році та подальші роки був безпартійний. Причиною цього стало те, що у 1916—1917 роках, ще до лютневої революції, Навроцький був членом РСДРП. У 1920 році вступив до російської комуністичної партії більшовиків, але в 1921 році при «чистці рядів партії» був виключений з формулюванням «інтелігент, колишній меншовик».
У 1941 році по завданню Наркомздоров'я УСРР проводив евакуацію НДІ ГППЗ до Новосибірську, де була розгорнута робота виключно по обслуговуванню оборонної промисловості. У 1944—1972 роках — професор, завідувач кафедрою Українського інституту вдосконалення лікарів у Харкові.
В. К. Навроцький вивчав питання гігієни праці в хімічній, вугільній, гірничорудній і металургійній промисловості, експериментальної промислової токсикології, силікозу, впливу шкідливих факторів виробничого середовища невеликої інтенсивності на імунобіологічну реактивність організму.
Gjvth 6 жовтня 1975 року у Харкові.

## Праці
- Гигиена труда в каменноугольной промышленности. — Москва; Ленинград, 1933—1934;
- Действие нитрохлорбензола на сердечно-сосудистую систему. — Х., 1939;
- Зміст і методи роботи пункту охорони здоров'я на підприємстві. — К.; Х., 1944;
- Медико-санитарное обслуживание промышленных предприятий: Руководство для промышленных врачей. — К., 1951;
- Методы исследований по гигиене труда на производстве: пособие. — Москва, 1953;
- Предупреждение заболеваний пневмокониозом (заболевание легких при вдыхании пыли). — К., 1955;
- Роль факторов производственной среды в иммунобиологической реактивности организма // Вест. АМН СССР. — 1960. — № 3;
- Пневмокониозы на Украине и меры борьбы с ними // ГиС. — 1967. — № 7;
- Гигиена труда: учебник. — Москва, 1967; 1974.